# Миланлы
Миланлы (азерб. Milanlı) — село в Губадлинском районе Азербайджана.

## История
В результате Первой карабахской войны в 1993 года перешло под контроль армянских вооружённых сил.
2 ноября 2020 года президент Азербайджана Ильхам Алиев объявил, что «азербайджанская армия освободила» село Миланлы Губадлинского района.

## Топонимика
Поселение названо в честь курдского племени милли (или милан), которое мигрировало из Турции после занятия северного Азербайджана царской Россией в 1828 году.